# Edificio Aeolian
El Edificio Aeolian es un rascacielos ubicado en Midtown Manhattan en Nueva York. Se levanta en los números 29–33 de la calle 42 Oeste y 34 de la calle 43 oeste al frente del Bryant Park. El edificio de 1912 fue la cuarta sede general de la Aeolian Company, que fabricaba pianos y otros instrumentos musicales. El edificio de 18 pisos contiene el Aeolian Hall (1912–27), una sala de conciertos de 1,100 localidades y primer nivel en su época. El edificio se levanta al costado del Grace Building.

## Historia
El edificio, construido en el sitio del observatorio Latting, un observatorio popular durante el siglo XIX, fue diseñado por los arquitectos Whitney Warren y Charles Wetmore y terminado en 1912. Su nombre hace referencia a la Aeolian Company. Tiene 260 pies (79,2 m) de alto y 18 pisos. A mediados de 1922, la compañía vendió el edificio a la Schulte Cigar Stores Company por más de cinco millones de dólares.
Desde 1961 hasta 1999, el edificio alojó el the building housed the Centro de Graduados de la Universidad de la Ciudad de Nueva York y hoy alberga a la Facultad de Optometría de la Universidad Estatal de Nueva York.

## Aeolian Hall
La sala de conciertos, que podía albergar a 1,100 espectadores, se ubicaba en el lado del edificio que daba a la calle 43 en el primer y segundo piso.
La Sociedad de la Orquesta Sinfónica de Nueva York daba conciertos tanto en el Aeolian Hall y en el Carnegie Hall, pero se mudó en 1924 al nuevo New York City Center ubicado en la calle 55. En 1923 la contralto estadounidense Edna Indermaur hizo su debut como cantante en el Aeolian Hall.
El Aeolian Hall también presentó conciertos de figuras musicales de moda como William Grant Still, Ottorino Resphighi, Sergei Rajmáninov, Josef Hofmann, Serguéi Prokófiev, Ferruccio Busoni, Guiomar Novaes, Rebecca Clarke, May Mukle, Ignacy Jan Paderewski y Vladimir Rosing, así como Paul Whiteman y su orquesta. Luego de su retorno a los Estados Unidos tras varios años en Europa, el Cuarteto Zoellner dio su primera presentación en Nueva York ahí el 7 de enero de 1914.
La sala es conocida por un concierto dado por la orquesta de Whiteman el 12 de febrero de 1924, titulado "An Experiment in Modern Music" (Un experimento en la música moderna). Pensado para ser una demostración educativa de cuánto había progresado la música estadounidense en las décadas anteriores y como el jazz podía ser tocado en salas de concierto, el concierto incluyó una suite de Victor Herbert y cerró con la marcha Pompa y circunstancia de Edward Elgar. El concierto se recuerda, sin embargo, por la penúltima pieza, el estreno mundial de Rhapsody in Blue de George Gershwin con el compositor en el piano, orquestado por el arreglista de Whiteman Ferde Grofe. Este concierto se considera hoy como un evento definitorio de la época del jazz y la historia cultural de Nueva York.
El edificio continuó alojando conciertos por el Sindicato Internacional de Compositores hasta enero de 1926, por lo menos, hasta que la aparicición del artista afroamericano de Broadway Florence Mills, cantando piezas basadas en jazz de William Grant Still, causó una ligera sensación. Nadezhda Plevitskaya también actuó en el Aeolian Hall con sus canciones folklóricas rusas en abril del 1926.
La sala de conciertos fue cerrada en mayo de 1927, con una actuación del violinista Leon Goldman.